# Lysaker Station
Lysaker Station (Lysaker stasjon) ligger i Lysaker på Bærums side af grænsen mellem Oslo og Bærum i Norge. Lysaker var Norges tredjestørste station i årene omkring 2006  og har nu 1,6 millioner rejsende om året, men er også et offentlig transport-knudepunkt mellem tog og ca 750 busser der dagligt bruger busterminalen. En række regionale og lokale tog og Flytoget standser ved stationen. Lysaker station er placeret på Drammenbanen og dens parallelbane Askerbanen, med tog østover mod Skøyen og Oslo S og Stabekk Station (Drammenbanen) og Sandvika Station (Askerbanen) mod vest. I 2006-2009 foregik en større ombygning af Lysaker Station for omkring 1 milliard norske kroner.